# Vouillon
Vouillon ist eine französische Gemeinde mit 224 Einwohnern (Stand: 1. Januar 2022) im Département Indre in der Region Centre-Val de Loire; sie gehört zum Arrondissement Issoudun und zum Kanton Issoudun. Die Einwohner werden Vouillonnais genannt.

## Geographie
Vouillon liegt etwa 14 Kilometer östlich von Châteauroux am Fluss Liennet. Umgeben wird Vouillon von den Nachbargemeinden Brives im Norden und Nordosten, Ambrault im Osten und Südosten, Mâron im Süden und Westen sowie Sainte-Fauste im Nordwesten. Vouillon ist Standort von acht Windkraftanlagen.

## Bevölkerungsentwicklung
| Jahr                       | 1962 | 1968 | 1975 | 1982 | 1990 | 1999 | 2006 | 2013 | 2020 |
| Einwohner                  | 278  | 257  | 228  | 236  | 289  | 250  | 261  | 243  | 229  |
| Quellen: Cassini und INSEE |      |      |      |      |      |      |      |      |      |

## Sehenswürdigkeiten
- Kirche Saint-Saturnin, Monument historique

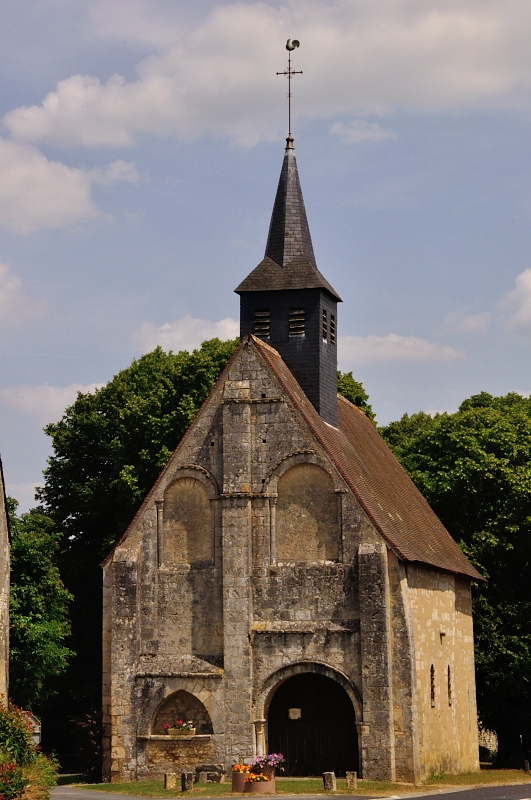
Kirche Saint-Saturnin